# A-5攻击机

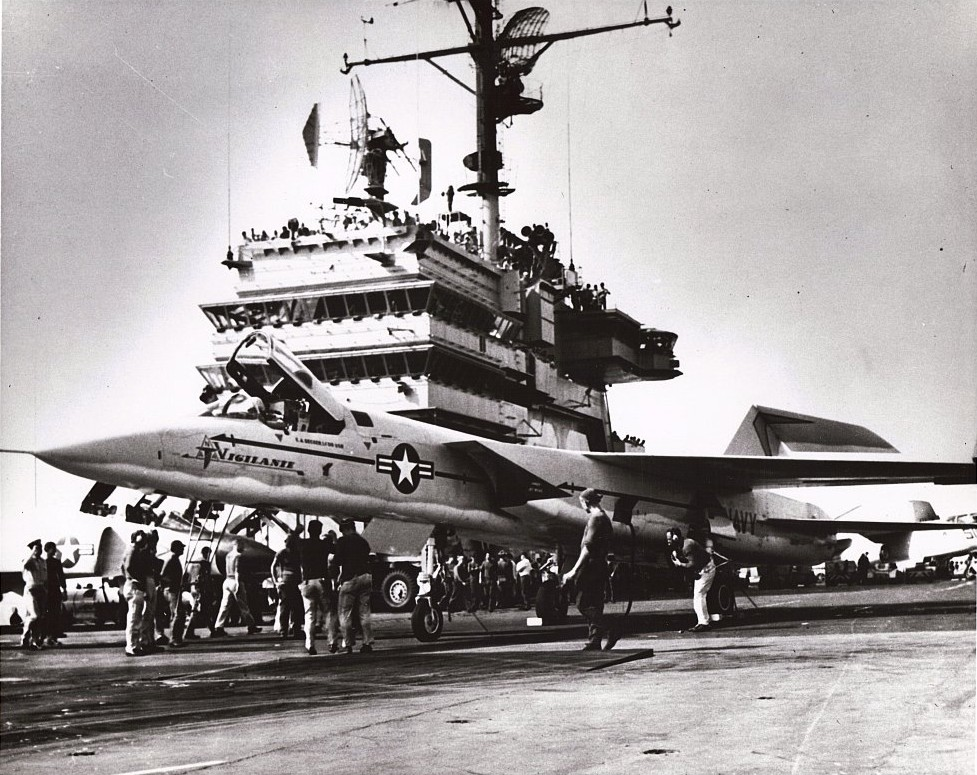
A-5 在萨拉托加号上实验

A-5民团团员攻击机（A-5 Vigilante）是一种为美国海军设计的先进的超音速攻击机，设计之初主要是为了进行战术核打击，而后期则改为战术侦察机使用，曾经在越南战争之中承担战术侦查战果确认等任务。

## 设计
二战结束之后面对苏联强大的核战争压力，美国海军希望能装备一种新的飞机，用于投放核武器，随着1950年代航空工业的迅速发展，亚音速飞机迅速被淘汰，于是这种新的舰载重型超音速攻击机开始了最初的设计。
北美航空（North American Aviation）认为自己可以为美军提供执行超音速核攻击任务的舰载机，于是，1953年11月北美航空就利用自己公司的科研经费开始了代号为NA-233的项目，这是A-5的雏形。
NA-233的设计理念非常先进，用当时最先进的航空电子技术，铝锂合金蒙皮，钛金属结构，可变截面进气道，伸缩式空中受油管，线传操纵系统，平视显示器，边界层控制技术，设计最大速度2马赫。
但是奇怪的是，北美航空的设计人员并不打算把核弹挂在外挂点上，而是打算把Mark 27核弹放在两台发动机中间的内置弹仓内，弹仓体积很大，内部除了核弹之外还能装2-3个副油箱。但是这个内置弹仓舱口在飞机的尾部，投弹时，需要用火药气体将核武器从机尾弹出。
A-5采用悬臂式上单翼，后掠角为37.5°，无副翼，襟翼用液压控制操纵，外翼段可以上折以节省空间。机身为半硬壳结构，发动机位于座舱之后，靠近发动机的一些机构部件采用钛合金，为了防止过热，部分钛合金蒙皮还镀金以反射辐射热量。飞机采用单轮前三点式起落架，使用液压动作收放，座舱两个成员前后串列，使用HS-1火箭弹射座椅。
由于采用了边界层控制技术，在飞机降落时，从发动机引出的气流直接吹向襟翼，因此，A-5的低速着陆性能很好。
由于A-5执行核打击任务，为了给飞机更多的逃逸时间，所以北美航空打算在A-5上装一台使用航空燃油和强氧化剂的火箭发动机，但是美国海军不愿意在航母上携带易爆的强氧化剂，所以这个计划也就没有执行下去。为了适应航母上狭小的空间，A-5的垂尾设计成可以折叠的。1958年11月，A-5试飞成功。

## 实际使用

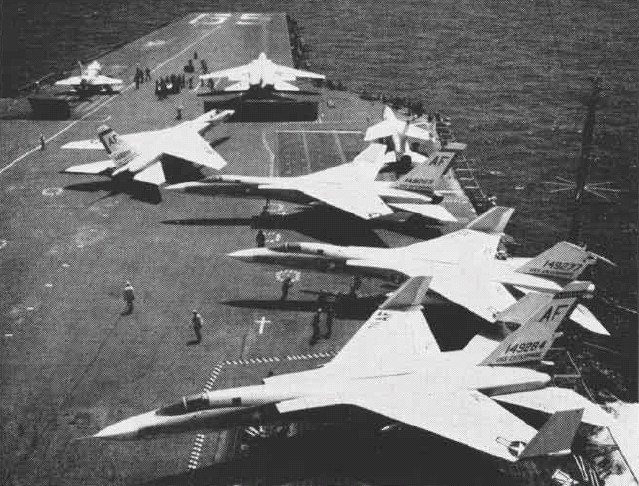
1962年，在企业号上的A-5A

1960年A-5的量产型首飞，量产型采用了推力更大的J-79-GE-8发动机，最大推力48.5千牛，开加力时推力可达75.6千牛，并且创下了2.1马赫的最高速度。1960年7月，A-5开始在航母上试飞。1961年，A-5开始交付美国海军。
在使用中，逐渐暴露出了航电系统可靠性差，机载電腦故障频繁，起落架强度不足等问题，而且由于内置弹仓的设计可靠性太差，所以这个弹仓实际上没有使用过。
A-5一共生产了156架，单机价格达到1000万美元，由于内置弹仓等问题，A-5作核弹攻击机并不好用，而整个A-5计划已经耗资2亿美元，而且当时美国国防部更青睐于用导弹来投送核武器，所以A-5的后期多被改成高速侦察机使用。

## 改型
A-5B：增大航程和载荷的改型，强化了襟翼吹气增升措施，将原先用于机翼内侧的吹气襟翼增加到整个机翼，加大了座舱后部的背鳍，用于装载燃油，以获得更大的航程。机翼下方还增加了挂架，进气道和刹车也做了修改。1962年4月，A-5B试飞成功，虽然海军订购了18架A-5B，但是只生产了6架之后，海军对用A-5执行战术核打击任务就已经没有兴趣了，于是，剩下的A-5B全部改成了RA-5C。

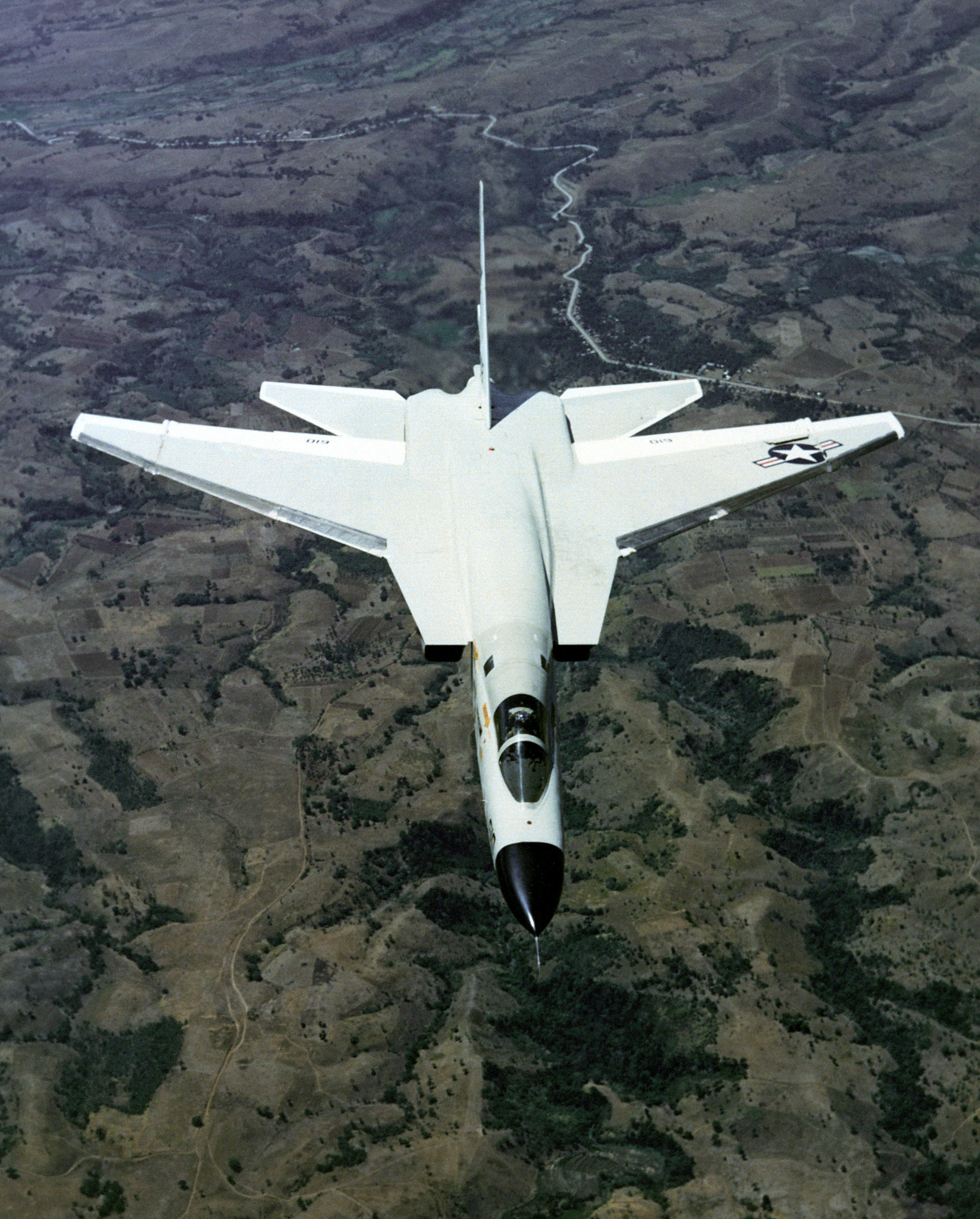
RA-5C正面

RA-5C：它是与A-5B一起发展的战术侦察型，保留了一定的对地攻击能力，机腹增加了一个长条形的设备舱，内装雷达，相机等设备，机体和A-5B很相似，有背鳍油箱，和吹气襟翼增升。后期生产的RA-5C采用了新的J-79-GE-10发动机，让发动机加力推力达到79.46千牛，并且针对A-5A着陆的问题进行了修改。

## 结局

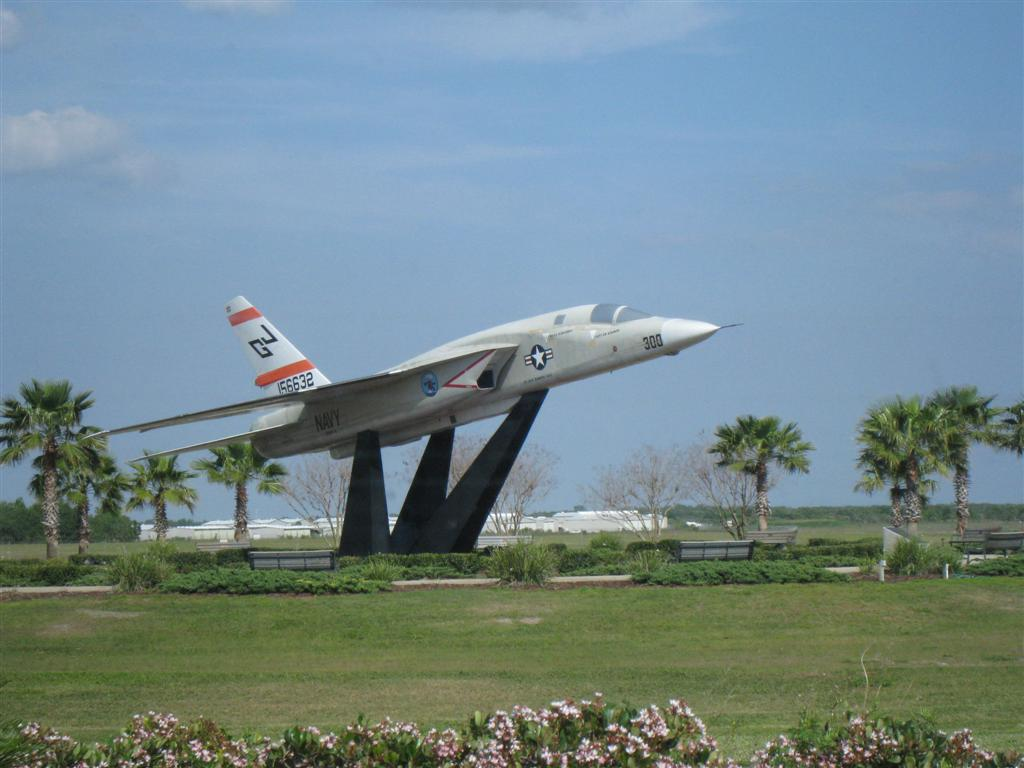
RA-5C在奥兰多桑福德国际机场做地面展示

随着越战的结束和生产线的关闭，RA-5B的配件越来越缺乏，同时，电子技术的进步让RA-5B的任务可以由战斗机挂载侦查吊舱来完成，于是，1979年，A-5就完全退役了。剩下的A-5一部分在试验中用于各种目标，被消耗掉，剩下的一部分被各种博物馆收藏。

## 数据
参考资料：North American Rockwell A3J (A-5) Vigilante 
基本信息
- 机组：2

性能
- 推重比：0.72

武器

- 炸彈：

  - 1× Mark 27型核弹
  - 2× B43、Mark 83或Mark 84型炸弹